# Biserica greco-catolică ruteană din Carei
Biserica greco-catolică ruteană, cu hramul Sfinții Arhangheli, este un monument istoric din Carei. Lăcașul este situat lângă biserica greco-catolică română din Carei, cu același hram, care a fost construită de greco-catolicii români pentru a avea o biserică proprie. 
Bisericile greco-catolice din Carei au fost trecute în 1948 în folosința Bisericii Ortodoxe Române. După 1990 a fost retrocedată doar biserica ruteană, deși cele două imobile aveau exact același regim juridic.